# Maskoy
Los maskoy o toba-maskoy, llamados también kylyetwa iwo, toba-lengua y machicuí, toba de Paraguay, quilyilhrayrom o cabanatit, son un pueblo indígena del Chaco Boreal en Paraguay, distribuido principalmente en el departamento Alto Paraguay.

## Descripción
Junto con los angaité, los maskoy se autodenominan como enenlhet.
De acuerdo al Censo Indígena 1995 son 4117 individuos. De acuerdo a los resultados del III Censo Nacional de Población y Viviendas para Pueblos Indígenas de 2012 en Paraguay viven 2817 toba maskoy, de los cuales 1411 en el departamento de Alto Paraguay y 1406 en el departamento de Presidente Hayes.
Su lengua (denominada enenlhet apayvoma o tova apayvoma) pertenece a la familia Lengua-Maskoy. Esta familia lingüística está conformada por 6 lenguas:
- Angaité (enenlhet)
- Guaná (vana, enlhet o kaskiha)
- Enlhet
- Enxet
- Sanapaná (nenlhet)
- Toba-maskoy (enenlhet)

El número total de hablantes se estima en 2500 individuos. Muchos maskoy han adoptado el castellano o el plautdietsch (una variante del alemán hablada por las comunidades menonitas del Chaco Boreal).
En 1987 el gobierno paraguayo (a instancias de la Conferencia Episcopal Paraguaya y otras organizaciones) expropió 30 000 hectáreas de tierra pertenecientes a la empresa Carlos Casado S. A., en la zona llamada "Riacho Mosquito", cerca de Puerto Casado, las cuales fueron entregadas en propiedad a cinco comunidades maskoy. El vicariato apostólico del Alto Paraguay asumió la administración de las tierras.
En la zona de las fábricas de tanino de Puerto Victoria se ha desarrollado una lengua sincrética denominada en inglés Maskoy pidgin, formada por aportes de los idiomas: lengua, sanapaná, angaité, guana y toba-maskoy.